# Val Logsdon Fitch
Val Logsdon Fitch, ameriški fizik, * 10. marec 1923, Merriman, Nebraska, ZDA, † 5. februar 2015, Princeton, New Jersey, ZDA.
Fitch je leta 1980 prejel Nobelovo nagrado za fiziko »za odkritje prekršitve osnovnih načel simetrije CP pri razpadu nevtralnih K-mezonov.«
1. 1 2  Encyclopædia Britannica
2. ↑  SNAC — 2010.
3. ↑  Find a Grave — 1996.